# Nicolaikirche (Auerbach)

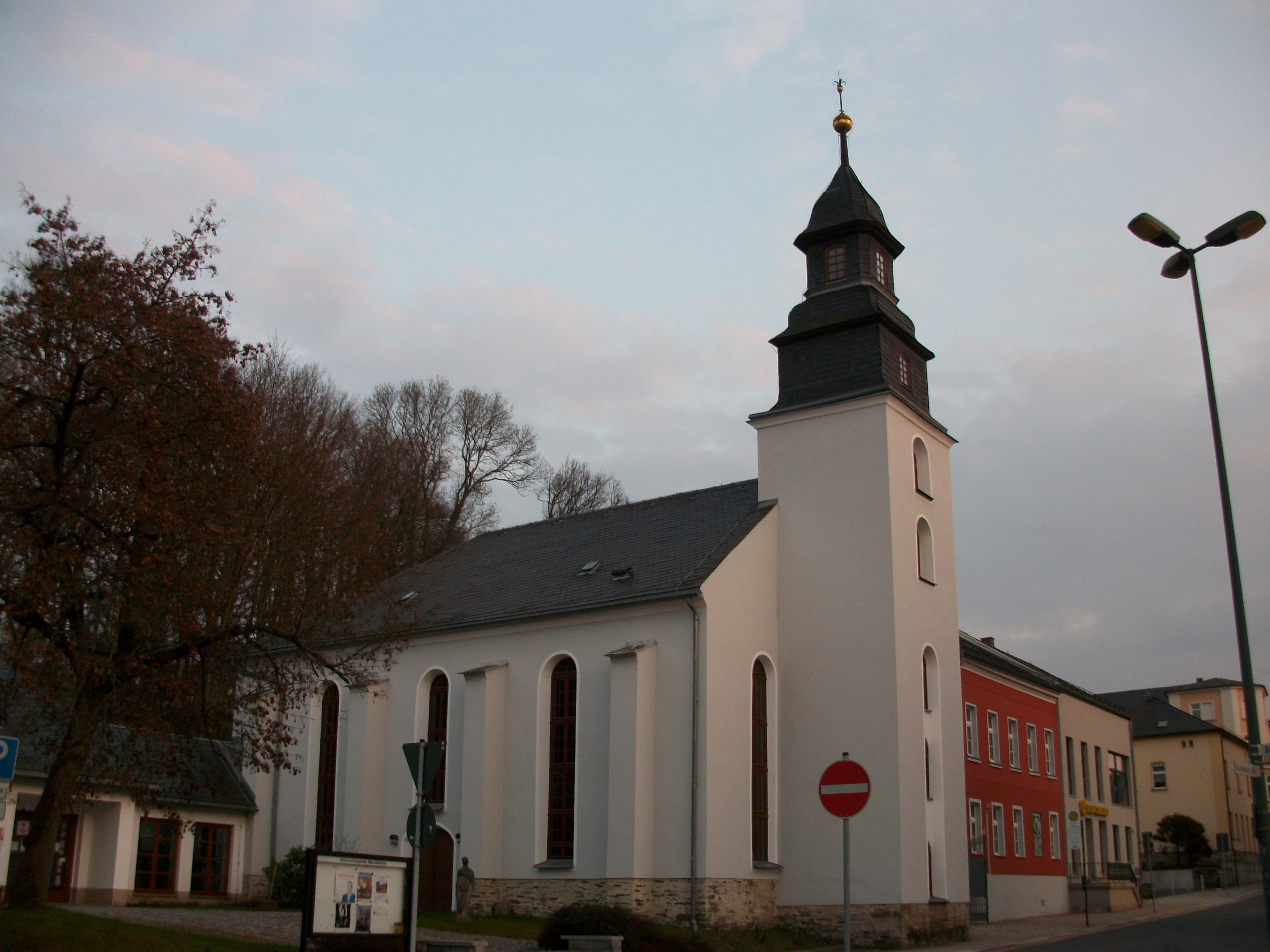
Nikolaikirche Auerbach (Vogtl.) Göltzschtalgalerie

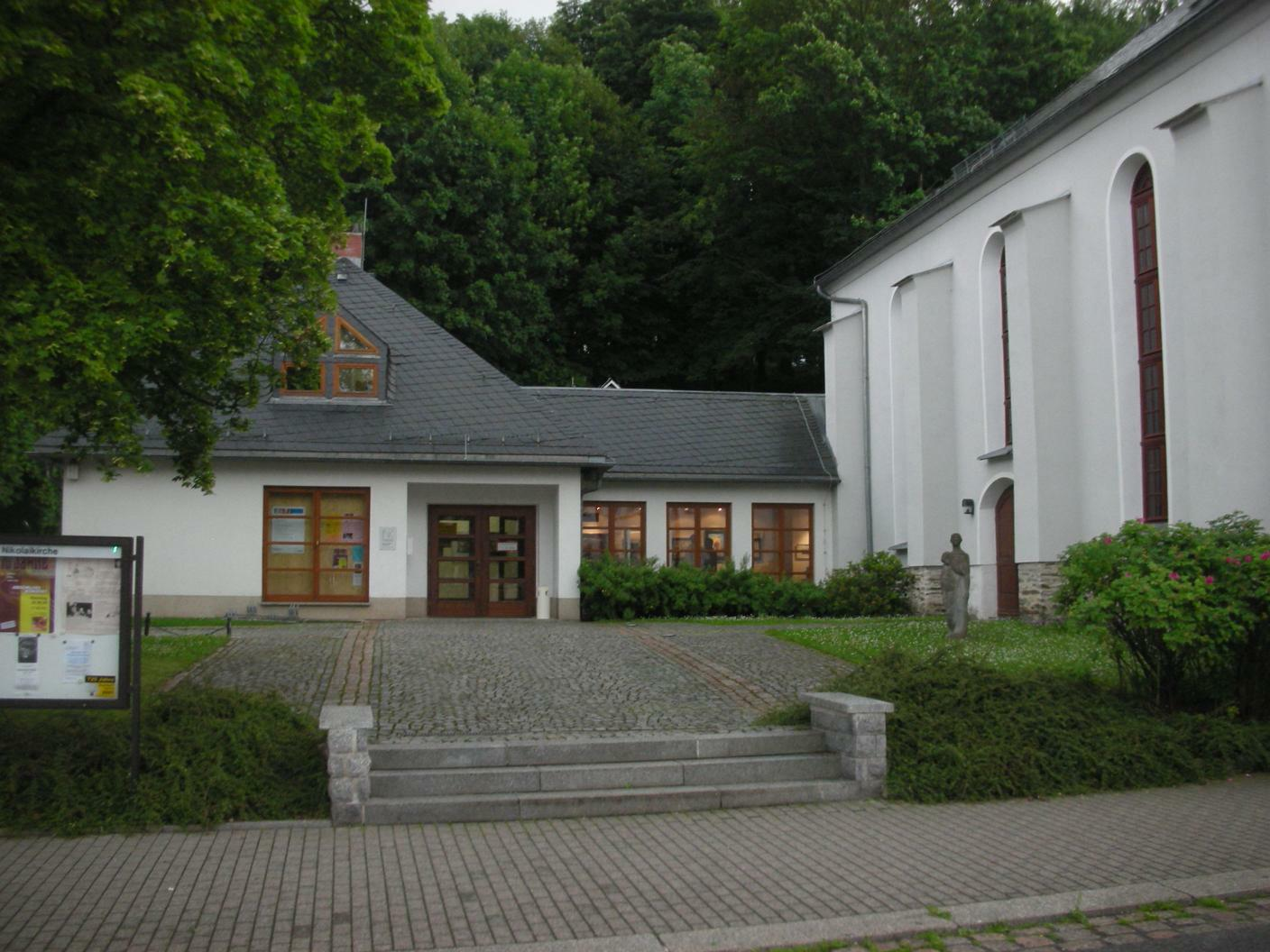
Seitengebäude, vollendet 2005

Die Nicolaikirche – zuvor Gottesackerkirche, heute Göltzschtalgalerie Nicolaikirche Auerbach und im Volksmund „Kleines Kulturkirchlein“ genannt – ist ein einstiges Sakralgebäude in Auerbach/Vogtl., das als Veranstaltungsstätte genutzt wird. Das Bauwerk diente jahrhundertelang als Kirche und ist seit 1992 Galerie- und Kulturhaus. Es steht auf der Denkmalschutzliste.

## Geschichte und Bauwerk
Bis 1553 gab es am gleichen Ort eine mittelalterliche kleine Kapelle mit steilem Satteldach und spitzhelmigen Dachreitern. Ihr Standort war vor dem Zwickauer Tor und damit außerhalb der Stadtmauern. Sie diente als Wegekapelle, Hospitalkapelle sowie kleine Kirche der Händler und Kaufleute. Um 1700 wurde sie als Hospitalkirche St. Niclas bezeichnet.
1553 überließ Hans Meusel, Stadtschreiber zu Auerbach, dem Rat und Kirchenvorstehern zu Auerbach eine Wiese nahe dem Hospital, auf der ein Friedhof (Gottesacker) entstand. Damit wurde die Nicolaikapelle zur Gottesackerkirche. 1791 wurde sie wegen Baufälligkeit abgebrochen.
1792 entstand als Nachfolgebau ein rechteckiger Saalbau mit den Maßen 18 Meter × 12 Meter: Errichtet mit Außenpfeilern an den Längsseiten, ausgestattet mit je drei Rundbogenfenstern an den Längsseiten und zwei an den Querseiten sowie mit flach geputzter Bretterdecke in 7,5 Meter Raumabschlusshöhe. Es gab zwei eingestellte hölzerne Emporen, deren obere umläufig, also dreiseitig, gestaltet war. 
An der Westseite wurde ein vorgestellter, rechteckiger Kirchturm mit Helmaufbau errichtet, dessen Höhe 23 Meter beträgt. Das steile Kirchendach ist im Osten abgewalmt. Im Turm führt ein hölzerner Treppenaufgang zu den Emporen, zum Dach und zu den Turmräumen. 
Der Haupteingang war auf der Nordseite am Friedhof, ein Nebeneingang an der Südseite des Turms. Das Bauwerk entstand aus Bruchsteinen aus heimischem Urtonschiefer. Fenster und Türbogen sind in Ziegelmauerwerk gewölbt. Der Turm ist bis über Firsthöhe etwas quadratisch in Bruchsteinmauerwerk ausgeführt, darüber ein verschieferter, hölzerner, ebenfalls quadratischer Helmaufbau.
Nach dem großen Brand der Stadtkirche 1834 wurde die Nicolaikirche längere Zeit auch für Gottesdienste genutzt. 1866 folgten umfassende Restaurationsarbeiten: Der Kostenaufwand für Erneuerungsarbeiten am Dach, an Decke und Fenstern, an den Turmmauern sowie Außen- und Innenwänden betrug 1600 Taler. 1982 wurden im vergoldeten Turmknauf handgeschriebene Blätter und Münzen gefunden, die Auskunft gaben über die im Jahre 1866 begonnenen Restaurationsarbeiten.
1891 erfolgte die Umgestaltung zur Parentationshalle (Aufbahrungshalle). Die Deckenfläche erhielt einen dekorativen Schmuck mittels Schablonenmalerei in einfacher spätbarocker Formgebung.
1925 verlor mit der Eröffnung des neuen Friedhofs der Sakralbau an Bedeutung. Auf dem Nicolaifriedhof gab es nur noch vereinzelt Beisetzungen. Es begann die Phase des Verfalls, die bis Ende des Zweiten Weltkrieges dauerte. Um 1950 gab es einen Einbruch in die Kirche, dabei wurde der gesamte Altaraufbau zerstört.
1952 erfolgte umfassende Außeninstandsetzung mit Dachsanierung, Abputz, Einbau von Zugankern im Dachstuhl und an der Saaldecke, Verglasung der Fenster mit Schutzvergitterung. Das Gebäude blieb danach ohne Funktion. Seit 1961 nutzte es der Volkseigene Betrieb Technische Gebäudeausrüstung als Rohrlager, in dieser Zeit der Nutzung auf Verschleiß unterblieben jegliche Reparaturmaßnahmen.
Im Jahr 1982 gelang der Gesellschaft für Denkmalpflege die Einstufung der Nicolaikirche als zu schützendes Denkmal. Es folgte die Erarbeitung einer Studie zur Schaffung eines Saalraumes für vielfältige kulturelle Nutzung und Erweiterung um einen Funktionsanbau. Die Sanierungs- und Rekonstruktionsmaßnahmen am Kirchengebäude wurden im Wesentlichen 1989 abgeschlossen. Mit der Bereitstellung von Fördermitteln des Freistaats Sachsen und Haushaltsmitteln des Landratsamtes gelang der Abschluss der Bauarbeiten am Gebäudekomplex im 200. Jubiläumsjahr.

## Jüngere Vergangenheit und Gegenwart
Am 6. November 1992 war der Tag der Wiedereröffnung der Nicolaikirche, erweitert um Foyer und Funktionsgebäude; sie ist seitdem Galerie- und Veranstaltungshaus der Stadt Auerbach und des Vogtlands mit überregionaler Bedeutung.
Nach wie vor wird die Nicolaikirche als vielseitige Galerie und als Stätte verschiedenster Kultur- und Musikveranstaltungen sowie als Außenstelle des Standesamts Auerbach genutzt. Der Vogtländische Kunstverein Göltzschtal e.V. ist ebenso wie der Jazzclub Auerbach e.V. dort zuhause.
Betrieben wird die Göltzschtalgalerie Nicolaikirche Auerbach heute von der Vogtland Kultur GmbH, einer Beteiligungsgesellschaft des Vogtlandkreises, der Städte Auerbach, Markneukirchen und Reichenbach sowie der Gemeinde Muldenhammer. Der Stadtrat von Auerbach hat Ende 2024 den Ausstieg aus der Vogtland Kultur GmbH beschlossen. Die im Besitz des Kreises befindliche ehemalige Kirche möchte die Stadt ankaufen und weiterbetreiben. Aufgrund der finanziellen Situation von Kreis und Stadt ist ein Weiterbetrieb ungewiss.

## Anbau
Zu Beginn der 2000er Jahre begannen Anbau-Arbeiten, sie wurden 2005 mit der Einweihung des sogenannten Zirkelhauses vollendet. Es dient als Heimstätte für Jugendbands, Klöppelzirkel, Töpfergruppen und als Ort für eine Vielzahl von Kreativ-Angeboten für Kinder und Jugendliche.